# Austrocylindropuntia pachypus
Austrocylindropuntia pachypus ist eine Pflanzenart in der Gattung Austrocylindropuntia aus der Familie der Kakteengewächse (Cactaceae). Das Artepitheton pachypus leitet sich von den griechischen Worten pachys für ‚dick‘ sowie pous für ‚Fuß‘ ab und verweist auf das lange verdickte Pericarpel der Blüten.

## Beschreibung
Austrocylindropuntia pachypus wächst einzeln, ist an der Basis kaum oder überhaupt nicht verzweigt.  Weiter oben am Trieb werden einige wenige Zweige ausgebildet und so Wuchshöhen von bis zu 1 Meter erreicht. Die Triebabschnitte tragen zahlreiche, auffällige, spiralförmig angeordnete Höcker und weisen einen Durchmesser von bis zu 8 Zentimeter auf. Aus den darauf befindlichen großen, eng beieinander stehenden Areolen entspringen bis zu 20 und mehr drahtige Dornen von bis zu 2 Zentimeter Länge. Einige der Mitteldornen sind länger.
Die leuchtend roten Blüten sind bis zu 7 Zentimeter lang. Ihr Perikarpell sieht wie ein kleiner Seitentrieb aus.

## Verbreitung, Systematik und Gefährdung
Austrocylindropuntia pachypus ist in den peruanischen Regionen Ancash und Lima an pazifischen Andenhängen in Höhenlagen von 1350 Metern bis 2400 Metern verbreitet.
Die Erstbeschreibung als Opuntia pachypus durch Karl Moritz Schumann wurde 1904 veröffentlicht. Curt Backeberg stellte die Art 1942 in die Gattung Austrocylindropuntia. Weitere nomenklatorische Synonyme sind Cylindropuntia pachypus (K.Schum.) Backeb. (1936), Maihueniopsis pachypus (K.Schum.) R.Kiesling (1998) und Peruviopuntia pachypus (K.Schum.) Guiggi (2011).
In der Roten Liste gefährdeter Arten der IUCN wird die Art als „Near Threatened (NT)“, d. h. als gering gefährdet geführt.

## Nachweise